# Severočeši.cz
Die Severočeši.cz (deutsch Nordböhmen.cz) ist eine tschechische Regionalpartei, die im Ústecký kraj (der Aussiger Region) aktiv ist.
Die Partei wurde 2008 von Aktivisten gegründet, die zuvor eine regionale Wählergruppe in der Stadt Most bildeten. Sie sollte als Alternative zu den (damals) großen Parteien ODS und ČSSD dienen. Sie ist seit dem hauptsächlich bei Kommunal- und Regionalwahlen erfolgreich: Bei den Regionalwahlen 2008 gelang ihr mit 13,02 % und 8 von 55 Abgeordneten der Sprung ins Regionalparlament des Ústecký kraj. 2012 erreichte sie mit 12,02 % der Stimmen den Einzug von 9 von 55 Abgeordneten. Zudem stellt die Severočeši.cz zwei Senatoren im tschechischen Oberhaus. Der Parteivorsitzende Bronislav Schwarz und der amtierende Moster Bürgermeister Vlastimil Vozká wurden bei den Abgeordnetenhauswahlen 2013 auf der Liste der ANO 2011 in das 
Abgeordnetenhaus des Parlaments der Tschechischen Republik gewählt.